# Чарасані
Чарасані (айм. Charasani) — місто в Болівії, адміністративний центр провінції Баутіста Сааведра та головне місто муніціпалітету Чарасані.

## Розташування
Місто розташоване на висоті 3200 метрів між Кордильєрою Мінєгас на півдні та Кордильєрою Аполапампа на півночі. Місто розташоване на річці Мапірі, що впадає в ріку Бені.

## Інфраструктра
Чарасані розташоване в 254 км на північний захід від Чукіяпу столиці однойменного департаменту та країни. З Чукіяпу асфіальтований шлях прямує 70 на північний-захід до Уаріни, де 16 дорога відгалуджується на південний захід та 97 км веде уздовж озера Тітікака до Ескоми. З Ескоми проїздна дорога веде у напрямку Чарасані до якого лишається 87 км.